# 休莫霸
休莫霸（？—60年），东汉时于阗（今新疆维吾尔自治区和田地区）王。
东汉建武末期，于阗被当时强胜的莎车国所吞并。莎车派君得镇守，暴虐无度，为患百姓。汉明帝永平三年（60年），于阗将军休莫霸称王，并起兵反抗莎车统治。于阗别部大人都末兄弟杀死了莎车守将君得，休莫霸与汉人韩融等再杀都末兄弟。休莫霸被拥立为王，并与拘弥国人攻杀莎车在皮山的镇将，大败莎车太子、国相所率诸国二万兵。莎车王贤率领西域各国兵众数万攻打于阗。休莫霸将莎车王贤打败，贤脱身逃回到莎车国。休莫霸进军包围莎车，身中流箭而死。于阗人推立休莫霸哥哥的儿子广德为于阗王。